# August Moll

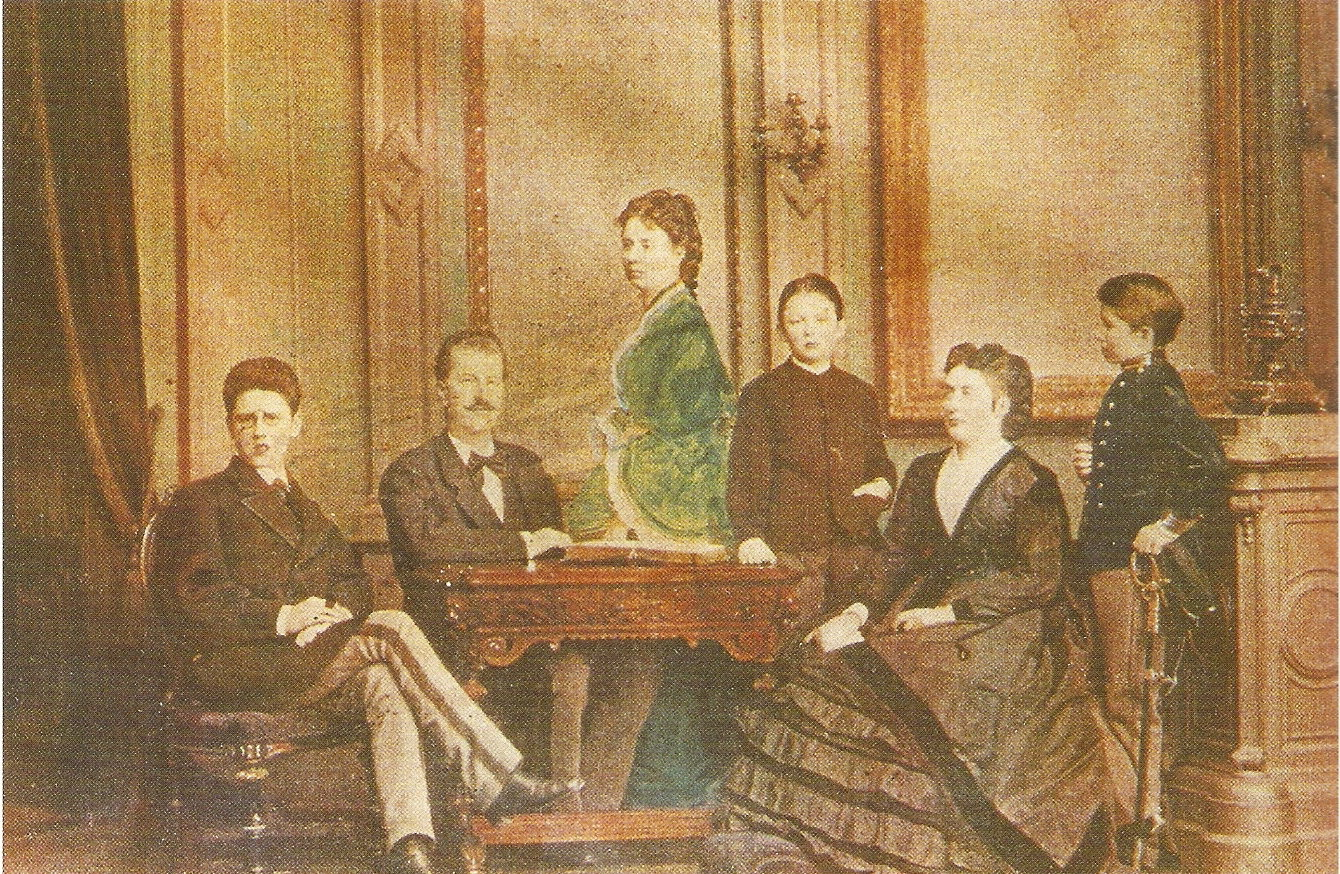
August Moll (1. v. links) im Kreise seiner Familie

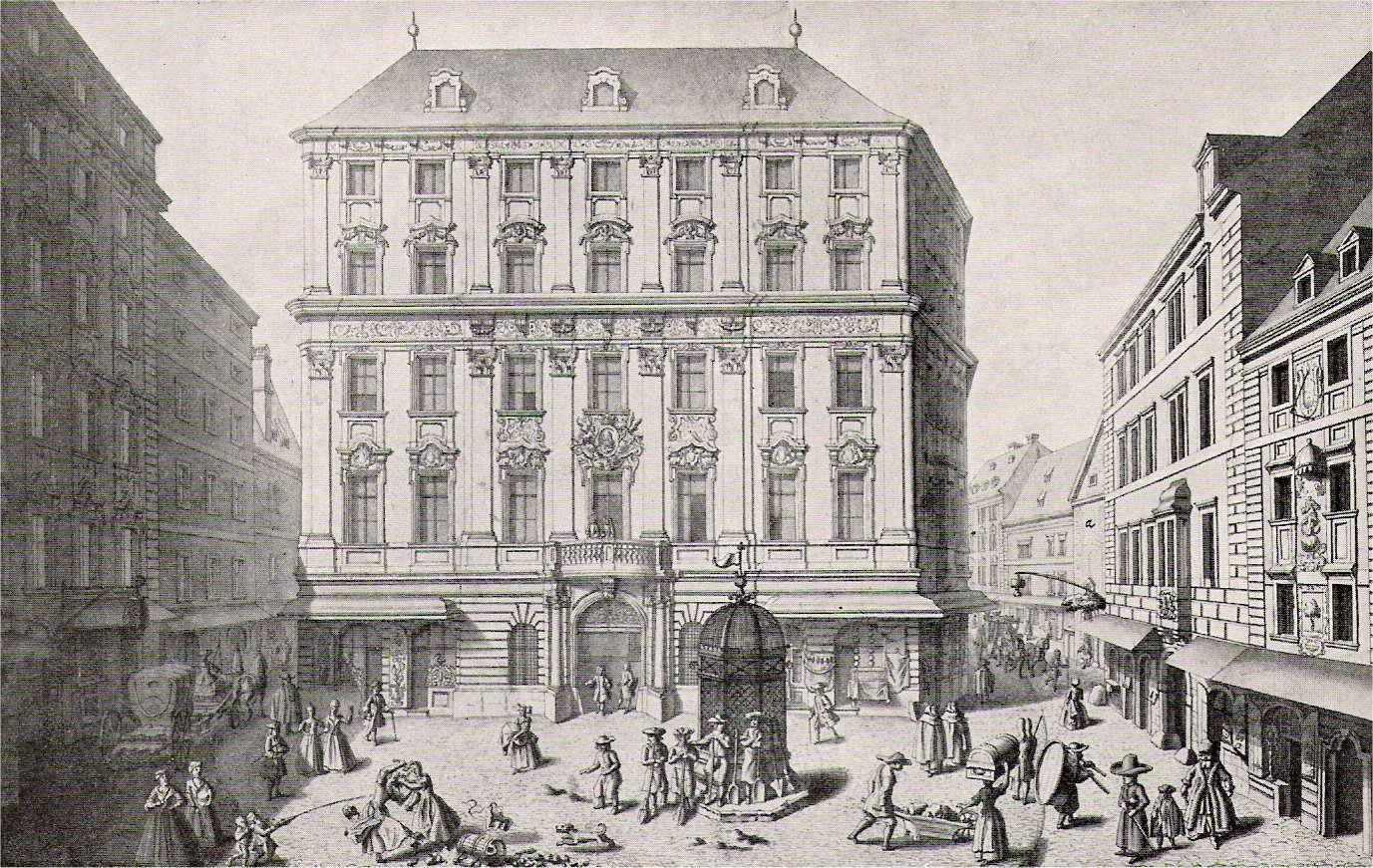
Die Apotheke „zum weißen Storch“ befand sich ursprünglich im Schönbrunnerhaus an den Tuchlauben (Stich von 1725)

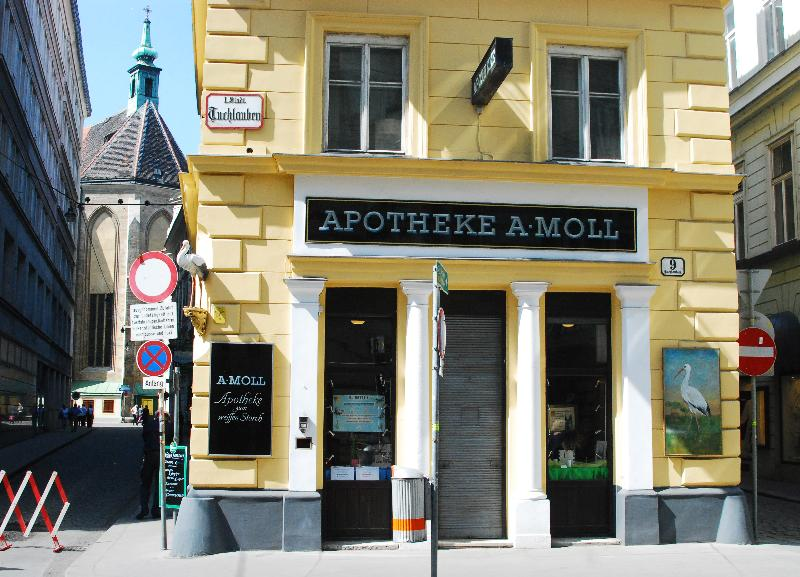
Die Apotheke A. Moll „zum weißen Storch“ (2009)

August Moll (* 8. April 1822 in Wien, Pfarre St. Peter; † 8. Februar 1886 in Wien) war ein österreichischer Apotheker und k.u.k. Hoflieferant in Wien. Er besaß die historische Apotheke „zum weißen Storch“ an den Tuchlauben 9 im 1. Bezirk.

## Vorläufer
Die Geschichte der Wiener Apotheken reicht zurück bis ins 13. Jahrhundert, mit der Medizinalordnung Kaiser Friedrichs II., die eine Trennung zwischen Arzt und Apotheke vorsah. Der kaiserliche Hof selber wurde von der Hof-Apotheke in der Stallburg versorgt, die ihr Privileg erstmals 1564 von Kaiser Ferdinand I. erhielt.
Die Apotheke „zum weißen Storch“ wurde 1560 gegründet. Es war zu jener Zeit üblich, Apotheken nach Hausnamen oder Zeichen zu benennen. Dazu waren neben Tiernamen auch Wappen, antike Gottheiten oder Motive aus der christlichen Heilsgeschichte üblich. Der Storch galt als Glücksbringer. 
Die Apotheke befand sich ursprünglich bis 1870 im Schönbrunnerhaus an den Tuchlauben und zog dann ins gegenüberliegende Haus. Sie kam in den Besitz des Ignaz Moll (* um 1776 in Linz, † 10. März 1846 in Wien), nachdem er 1809 die Apothekerwitwe Aloysia Mayerhofer geheiratet hatte.
Neben dem Apothekengeschäft betrieb Moll auch einen photographischen Laden, da er mit der Chemie vertraut war. Für den kaiserlichen Hof lieferte er in erster Linie photographische Bedarfsartikel, die in einem Comptoir oberhalb der Apotheke vertrieben wurden.

## August Moll
Dem Nachfolger von Ignaz Moll, seinem Sohn August Moll, wurde 1872 der Titel eines k.u.k. Hoflieferanten erteilt. Er gab monatlich das Blatt Photographische Notizen heraus. Sein Cousin war der Künstler Carl Moll, einer der Gründer der Wiener Secession, welcher die Apotheke besuchte.
Spezialitäten des Hauses waren das „Moll’s Seidlitz Pulver“, das gut für den Darm sein sollte und eine Medaille im Jahre 1885 von Napoleon III. erhielt. Der Franzbranntwein wurde auf einer Pariser Weltausstellung ausgestellt. Im heute nicht mehr existierenden familieneigenen Palais an der Graf Starhemberg-Gasse wurden die Produkte hergestellt.
Die aus dieser Zeit stammende hölzerne Inneneinrichtung der Apotheke „zum weißen Storch“ ist weitgehend erhalten. Sie gehört zu den touristischen Sehenswürdigkeiten der Wiener Innenstadt. Das Äußere der Apotheke schmücken eine historische Skulptur des Storches an der Ecke, ein Gemälde sowie die historischen Firmenschilder mit der Aufschrift „A. Moll“.

## Nachfolger
Nach August Molls Tod 1886 ging die Apotheke an seinen Sohn August Moll (* 23. Jänner 1854 in Wien) über. Ein wichtiger Mitarbeiter in jener Zeit war der Prokurist Carl Anton Schierer.